# ایرنه فراین
ایرنه فراین (انگلیسی: Irène Frain؛ زادهٔ ۲۲ مهٔ ۱۹۵۰) رمان‌نویسو روزنامه‌نگار، تاریخ شناس اهل فرانسه است.
وی همچنین برندهٔ جوایزی همچون لژیون دونور (افسر) و لژیون دونور (شوالیه) شده‌است.